# كروم أو إس
نظام تشغيل جوجل كروم هو مشروع لشركة جوجل لتطوير نظام تشغيل كمبيوتر خفيف مبني على نواة لينوكس.
النظام مخصص للاستخدام على شبكة الويب العالمية حيث يستهدف أجهزة حاسب الإنترنت نت بوك (Netbook).

## تاريخ
- تم الإعلان عنه في 7 يوليو 2009، حيث وصفته بأنه نظام تشغيل يقوم بحفظ كل من بيانات المستخدم والتطبيقات في خوادمها السحابية.
- في 19 نوفمبر قامت جوجل بنشر المصدر البرنامج تحت اسم مشروع Chromium OS.
- تم الإصدار الأول في 15 حزيران 2011.

## أسس التصميم
أوضحت غووغل أن كروم مصمم بطريقة معتدلة بشكل مشابه لمتصفح الويب غووغل كروم. وبهذه الطريقة تأمل الشركة بنقل العديد من واجهات المستخدم من بيئة سطح المكتب العادية إلى شبكة الويب العالمية. مفهوم الحوسبة السحابية Cloud computing سيشكل جزءا كبيرا من هذا التصميم. كما أوضحت للمطورين أن «الويب هو المنصة». صرحت غووغل أن نظام كروم منفصل عن مشروع نظامها الآخر جوجل أندرويد الذي يهدف للعمل على الهواتف الذكية. نظام تشغيل كروم يستهدف المستخدمين الذين يقضون معظم الوقت على الإنترنت، ويهدف للعمل على أجهزة تتراوح بين أجهزة حاسب الإنترنت وأجهزة سطح المكتب.

## الحماية
أعلنت جوجل أن لا أحد من المتنافسين في مسابقة Pwnium 3 تمكن من اختراق نظام جوجل كروم، وأضافت أنها حصلت فقط على بعض التنبيهات الأمنية التي قد تعالج مستقبلًا، ولم يكن هناك اختراق فعلي.

## النزاع في السوق
نظام كروم يمثل خطوة جديدة في المعركة بين غوغل ومايكروسوفت. تستحوذ مايكروسوفت على سوق أنظمة التشغيل- نظام تشغيلها ويندوز له حصة قدرها 95% من السوق، كما تستحوذ أيضا على سوق برامج معالجة النصوص والجداول الممتدة. هذه الهيمنة في سوق نظام التشغيل قد يهددها نظام كروم مباشرة، أما سوق البرامج فقد تكون المواجهة بشكل غير مباشر عبر الانتقال إلى الحوسبة السحابية.

## وصلات خارجية
- الإعلان الرسمي
- Google Chrome OS - الأسئلة الأكثر شيوعا
- مدونة Google Chrome